# Église Sainte-Barbe de Wittenheim
L'église Sainte-Barbe est une architecture classée monument historique et située à Wittenheim, dans le département français du Haut-Rhin.

## Localisation
Ce bâtiment est situé rue Bruat à Wittenheim.

## Historique
L'édifice fait l'objet d'un classement au titre des monuments historiques depuis 1993.

## Architecture et décoration intérieure

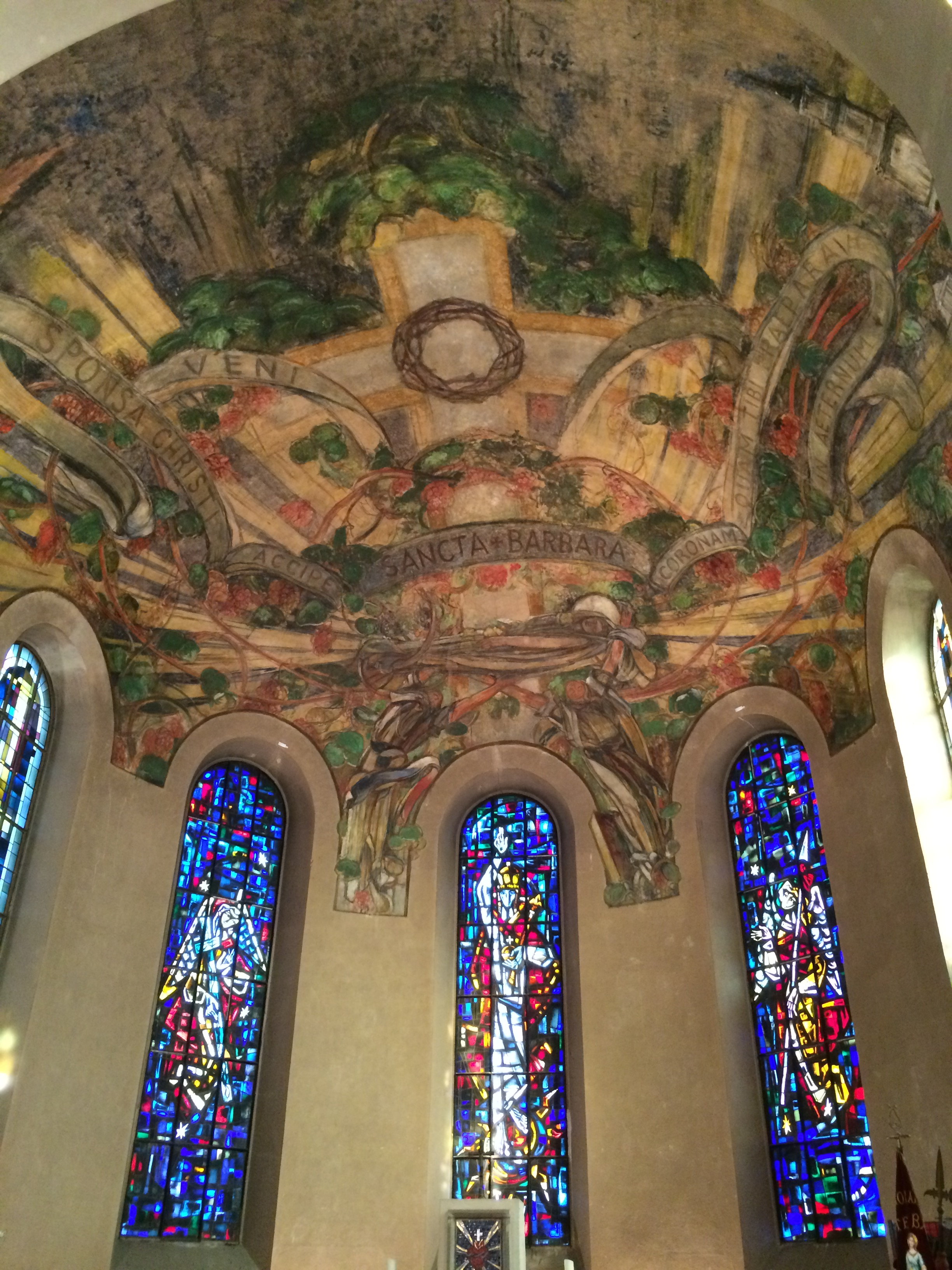
Chœur de l'église Sainte-Barbe peint par George Desvallières.

L’église Sainte-Barbe se trouve au cœur de la cité minière Théodore à Wittenheim, édifiée sous l’impulsion de Pierre de Retz, premier Directeur Général des MDPA (1921-1936).	
La construction de l’église est l'oeuvre de Georges Debut (1894-1984), architecte des MDPA et qui réalise plusieurs autres églises dans la région. Ancien élève de Charles Genyus, il est diplômé de l'Ecole nationale des arts décoratifs en 1924. Le chantier de sa construction commence en 1928 et s’achève en 1929.	
L’église est consacrée le 1er décembre 1929 en présence de Mgr Ruch, évêque de Strasbourg. Cette même année 1929, alors que la construction de l’église s’achevait, Pierre De Retz rencontre le peintre George Desvallières ancien élève de Delaunay et de Gustave Moreau, il est l’un des maîtres de l’art religieux de l’époque. Il lui confie la décoration intérieure de l’église.	
George Desvallières accepte cette proposition avec empressement, malgré son âge, 69 ans, et se met immédiatement au travail. Le chemin de croix de l’église Sainte-Barbe est son chef d’œuvre : il peint le cul-de-four de l’abside (Glorification de Sainte-Barbe), dessine les cartons des vitraux (réalisés par Marguerite Huré) et peint le chemin de croix, le joyau de l’église.	

L’ensemble fut complété par la grande rosace du fond, posée en septembre 1930. Ses élèves, Ambroselli et Isorni (qui vont devenir ses gendres) sont plus particulièrement chargés des 10 commandements peints au niveau supérieur de la nef.	

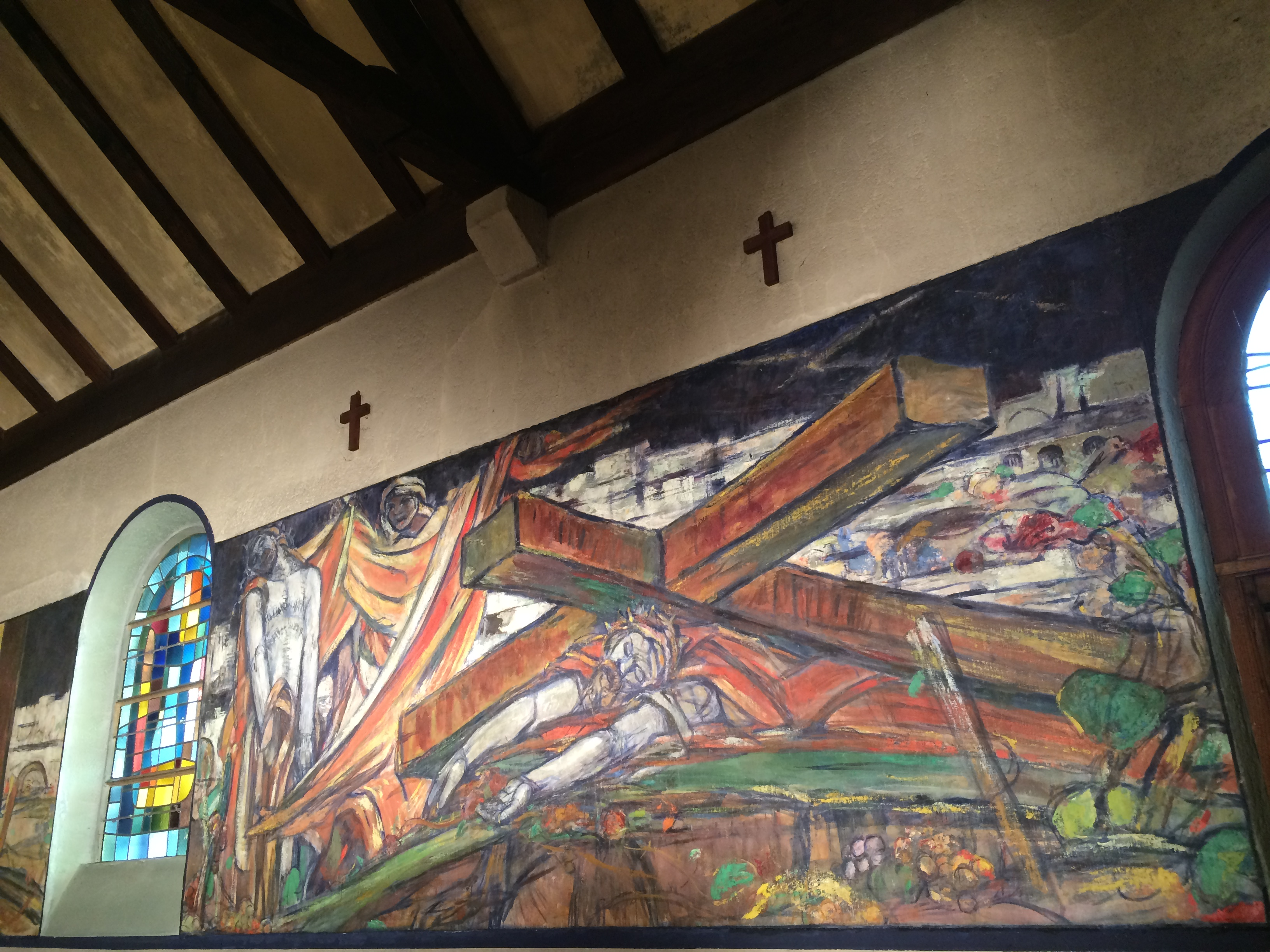
Chemin de croix de Georges Desvallières.

A l’intérieur de l’église, une petite chapelle renferme une statue de Sainte-Barbe. Commandée en 1937, par l’abbé Bourgeois, cette statue a été sculptée par l’artiste Pierre Klein, professeur à l’école des Arts décoratifs de Strasbourg. La statue fut peinte par Robert Gall de Colmar, ancien élève des Ateliers d’Art Sacré. Il a également travaillé avec Desvallières à la décoration de l’église, spécialement la chapelle des fonts baptismaux. C’est lui qui sera chargé de la restauration de l’église après les destructions de la guerre.
L’église est classée monument historique depuis le 21 janvier 1993 et appartient à la commune de Wittenheim depuis 1995. La Ville a financé la restauration du chemin de croix de George Desvallières et le chœur en septembre 2010 par deux spécialistes strasbourgeois, Francine et François Péquignot.